# Borșci, Bar
Borșci (în ucraineană Борщі) este un sat în comuna Cemerîske din raionul Bar, regiunea Vinnița, Ucraina.

## Demografie
Componența lingvistică a localității Borșci
     Ucraineană (98,88%)
     Rusă (1,12%)
Conform recensământului din 2001, majoritatea populației localității Borșci era vorbitoare de ucraineană (98,88%), existând în minoritate și vorbitori de rusă (1,12%).